# Ailton Brito
Ailton Rocha Brito (ur. 2000) – brazylijski zapaśnik walczący w stylu wolnym. Zajął piąte miejsce na mistrzostwach panamerykańskich w 2024. Wicemistrz mistrzostw Ameryki Południowej w 2019 roku.